# Bundesindustrieverband Technische Gebäudeausrüstung
Der Bundesindustrieverband Technische Gebäudeausrüstung  e. V. (BTGA) ist ein Verein mit Sitz in Bonn und vereinigt als Dachverband Unternehmen der Gebäudetechnik mit eigenen Ingenieurkapazitäten in Deutschland. Die technische Gebäudeausrüstung oder Gebäudetechnik ist ein Teilgebiet der Versorgungstechnik.
Der Verband vertritt die Interessen der Branche im Zusammenwirken mit seinen Gremien und Ausschüssen. Darüber hinaus fördert der BTGA sowohl Technik als auch Wissenschaft der Branche. Dafür bringt sich der Verband für die Gebäudetechnik in Gremien und Normungsausschüssen ein und beteiligt sich an der Erstellung technischer Richtlinien. Der BTGA ist anerkannter Fachpartner in Umweltfragen. Er ist eingetragen in die Datenbank „Umweltliteratur und -informationen der Fachbibliothek Umwelt“ des Umweltbundesamtes.
Die Mitglieder umfassen rund 500 große und mittelständische Betriebe mit etwa 45.000 Beschäftigten. Gegenüber seinen Mitgliedern ist der BTGA beratend tätig.
Es gibt folgende Fachbereiche:
- Technik
- Wirtschaft
- Berufsbildung
- Rechts-, Tarif- und Sozialpolitik.

## Geschichte
Am 12. August 1898 gründeten 48 Vertreter führender Firmen der Branche in München den Verband Deutscher Centralheizungs-Industrieller (VDCI). Zum ersten Vorsitzenden wurde Kommerzienrat Henneberg gewählt. Aus dem VDCI entstand zunächst der Bundesverband der Heizungs- und Klimaindustrie e. V.
Nach einigen Namensänderungen wurde der Verband 2012 mit seinem jetzigen Namen als Bundesindustrieverband Technische Gebäudeausrüstung e. V. in das Vereinsregister eingetragen.

## Landesverbände
Es gibt 8 Landesverbänden sowie Direkt- und Fördermitgliedern. Die einzelnen Landesverbände sind:
- Industrieverband Technische Gebäudeausrüstung Baden-Württemberg e.V.
- Industrieverband Technische Gebäudeausrüstung Bayern, Sachsen und Thüringen e.V.
- VGT – Gesamtverband Gebäudetechnik e.V. Berlin-Brandenburg
- Industrieverband Technische Gebäudeausrüstung und Energietechnik Nord e.V.
- Industrieverband Technische Gebäudeausrüstung und Umwelttechnik Hessen e.V.
- Industrieverband Technische Gebäudeausrüstung Niedersachsen, Sachsen-Anhalt und Bremen e.V.
- Industrieverband Technische Gebäudeausrüstung Nordrhein-Westfalen e.V.